# Hilda Thegerström
Hilda Aurora Thegerström, född 17 september 1838 i Stockholm, död där 6 december 1907, var en svensk tonsättare, pianist och pianopedagog, syssling till Ferdinand Thegerström.

## Biografi
Hilda Thegerström är som liten uppväxt i Vasastaden i Stockholm, där hennes pappa var kryddkrämare. Hon fick sina första lektioner på Adolf Fredrik Lindblads pianoinstitut, innan hon blev upptäckt av Franz Berwald, och hon fick därefter undervisning av honom. Vid sidan av Berwald, lär hon också fått undervisning av Jan van Boom. Under Berwalds beskydd reste hon 1857 reste hon till Paris och Weimar där hon utbildades av professorerna Marmontel och Liszt. Resan finansierades delvis av Berwald själv, men också av stadsanslag. Hon uppträdde framgångsrikt i Weimar 1857 som konsertpianist och debuterade i Paris 1859.
Strax efter återkomsten till Sverige gav hon en konsert i Stockholm, och konserterade även i landsorten. Kristina Nilsson gjorde sin debut på en av Thegerströms konserter i Uppsala i början av 1860-talet. 1863 bosatte hon sig i Göteborg och arbetade som musiklärare, och efter utlandsresa 1865–1868 (då hon studerade för Carl Tausig i Berlin) erbjöds hon plats som pianolärare vid Musikkonservatoriet, en post hon accepterade och upprätthöll 1872–1903 (efter Jan van Boom).
Hennes gärningar som lärare blev mycket betydande och en stor del av dagens svenska pianister har Hilda Thegerström några generationer bak. Några av hennes många framgångsrika elever märks Märtha Ohlson, Richard Andersson och Lennart Lundberg.

## Priser och utmärkelser
- 1875 – Ledamot nr 449 av Kungliga Musikaliska Akademien[5]
- 1895 – Litteris et Artibus

## Verk
- Souvenirs suédois: La naïveté för piano, op. 1 (1857)
- Souvenirs suédois: Nocturne et Rondoletto för piano, op. 2 (1857)
- Några elementar-piano-fingeröfningar jemte skalorna uti rythmisk taktindelning (1859)

### Fotnoter
1. 1 2 3 4 5  Hilda Thegerström (1838-1907), Levande Musikarv-ID: thegerstrom-hilda, läst: 5 december 2017.[källa från Wikidata]
2. 1 2  International Music Score Library Project, IMSLP-ID: Category:Thegerström,_Hilda, läst: 9 oktober 2017.[källa från Wikidata]
3. 1 2 3 4  Sveriges dödbok 1860–2017, sjunde utgåvan, Sveriges Släktforskarförbund, november 2018, läst: 27 augusti 2021.[källa från Wikidata]
4. ↑  Svenskagravar.se, läs online, läst: 5 december 2017.[källa från Wikidata]
5. ↑  Nyström, Pia; Kyhlberg-Boström Anna, Elmquist Anne-Marie (1996). Kungl. Musikaliska akademien: matrikel 1771-1995. Kungl. Musikaliska akademiens skriftserie, 0347-5158 ; 84 (2., rev. och utök. uppl.). Stockholm: Musikaliska akad. Libris 7749167. ISBN 91-85428-99-X (inb.)